# Mira Alečković
Mira Alečković (en serbe cyrillique Мира Алечковић), née le 2 février 1924 à Novi Sad, et morte le 27 février 2008 à Belgrade, est une poétesse et romancière serbe.

## Biographie
Elle est la fille d'un journaliste, Masanori Alečković, originaire de Trebinje, et de Elena Trpinac.

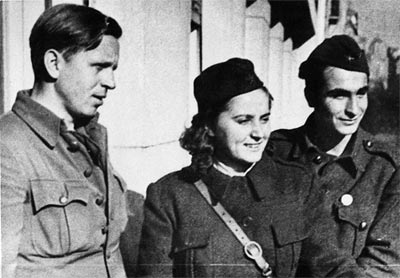
Mira Alečković, parmi les Partisans, entourée de Branko Ćopić et d'Aco Šopov (1944).

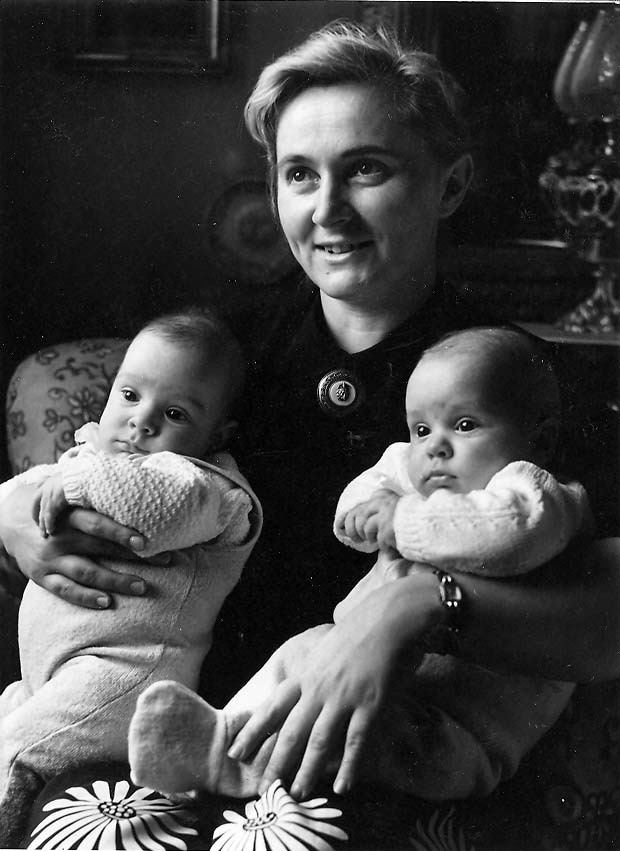
Mira Alečković, et ses enfants

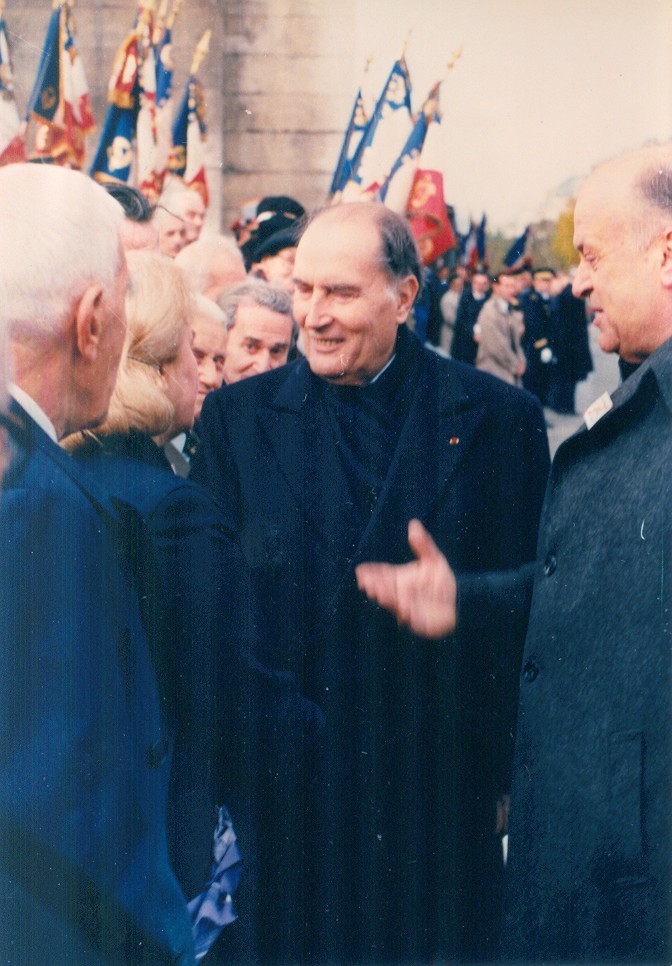
Mira Alečković, face à François Mitterrand, célébration du 8 mai 1945 à Paris, en 1987

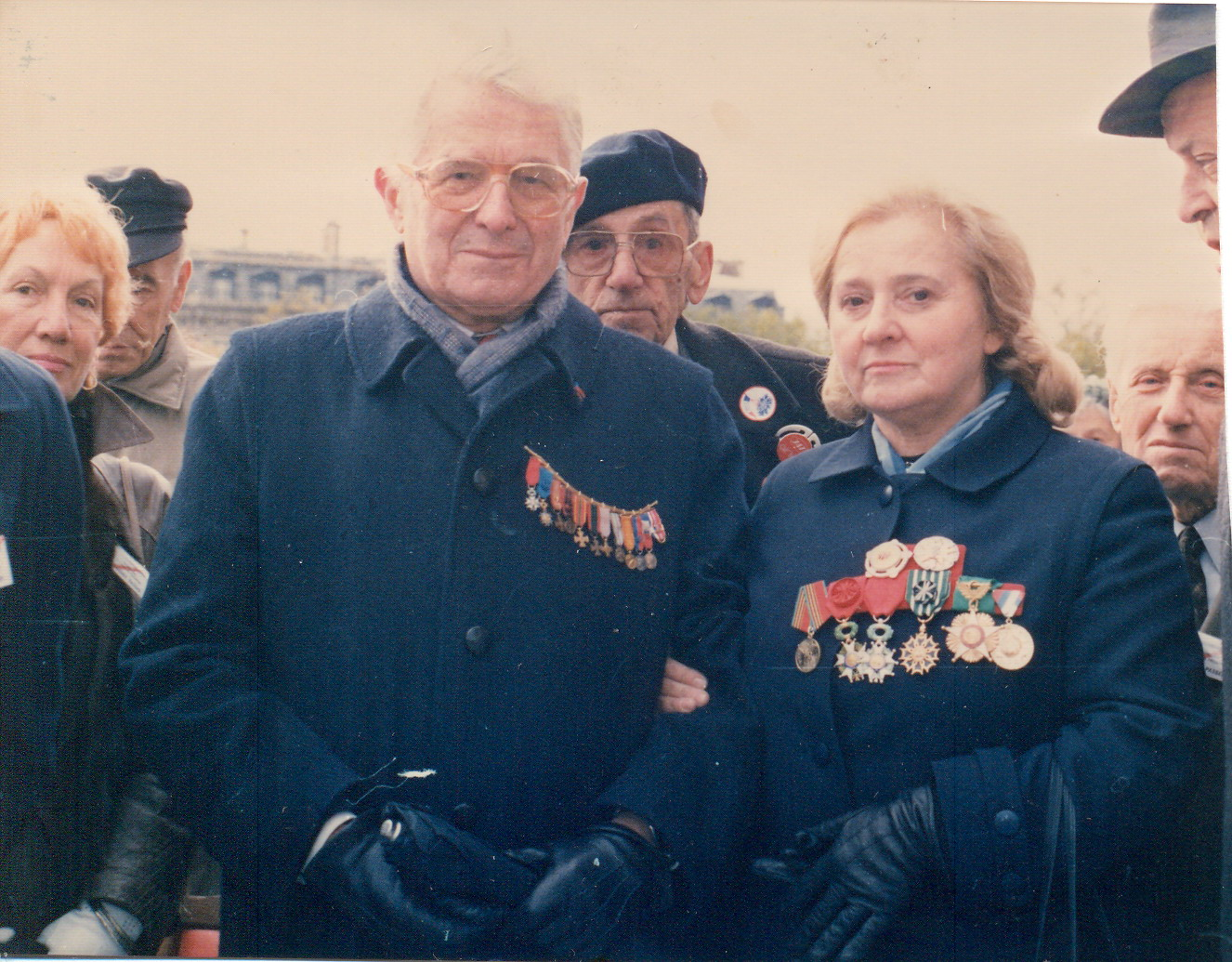
Mira Alečković, à Paris

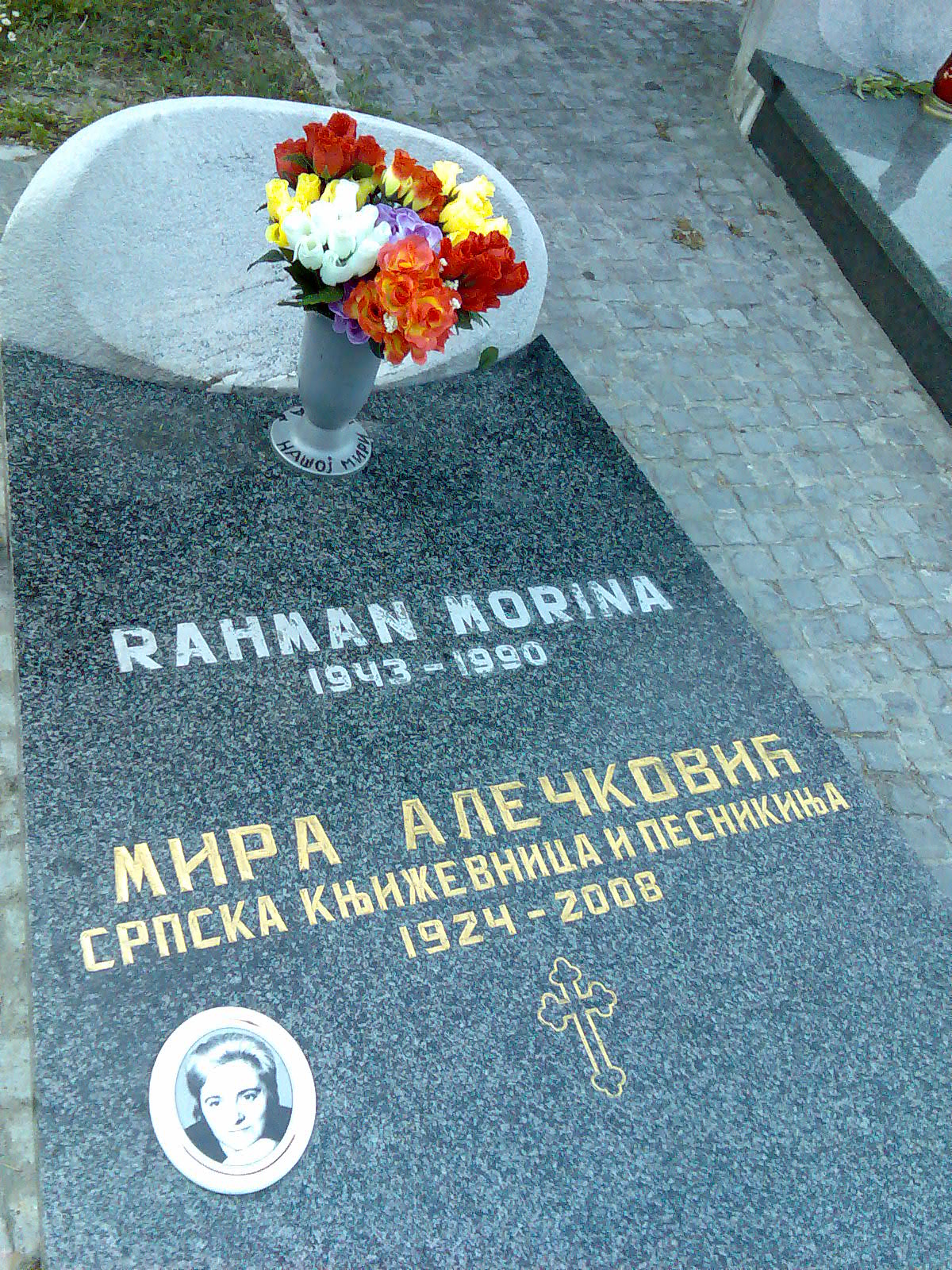
Tombe de Mira Alečković

En 1941, l'armée yougoslave du roi Pierre II, une armée dépourvue d'artillerie lourde, de chars et d'avions, s'effondre face aux troupes allemandes, italiennes et hongroises. Le roi Pierre II part en exil. Le père de Mira Alečković est exécuté par la Gestapo, à Belgrade,  notamment pour avoir été correspondant dans la guerre civile espagnole. Mira Alečković, âgée de 17 ans, et sa mère intègrent la résistance, et rejoignent les Partisans de Josip Broz Tito. Mira Alečković adhère au mouvement de la jeunesse communiste. Elle intervient comme infirmière mais porte aussi des armes et participe à des actions de sabotage contre les Allemands, comme ses amis poètes, Branko Ćopić et Aco Šopov.
En août 1945, après la victoire des Partisans et des troupes soviétiques sur les forces allemandes, puis le délitement des Tchetniks qui dénoue la guerre civile concomitante sur ce front yougoslave, la monarchie est abolie au profit d'une République fédérative populaire de Yougoslavie, un régime communiste dirigé par Tito. Le bilan des pertes humaines yougoslaves durant la Seconde Guerre mondiale est particulièrement élevé. Il est estimé à environ un dixième de la population de l'époque.
Le premier recueil de poésie de Mira Alečković,  Zvezdane balade, est publiée juste après la Seconde Guerre mondiale, en 1946. Elle reprend des études à l'université de Belgrade puis à la Sorbonne (en 1953), à Paris. Revenue en Yougoslavie, elle est rédactrice des premiers magazines de jeunesse : Omladina (la jeunesse), Pionir (Pionnier), Mladost (jeunesse) et Poletarac (oisillon). Elle devient dès 1954 l'une des fondatrices d'une revue, Zmaj, du nom du poète serbe romantique, Jovan Jovanović Zmaj (elle restera rédactrice en chef de cette revue pendant plus de vingt ans). Elle a également à des responsabilités au sein d'un quotidien et d'une maison d'édition. De plus, elle est présidente de l'Union des écrivains de Serbie et de l'association Yougoslavie-France.
Disciple, d'un point de vue littéraire, de la poétesse serbe Desanka Maksimović, ses recueils de poésie sont connues du grand public. Ses livres sont traduits en russe, bulgare, roumain, hongrois, polonais, tchèque et italien. Sa poésie est mélodieuse et s'appuie souvent sur les thèmes de l'amour et de l'enfance. Mais elle est également l'autrice d'une ode au maréchal Tito.
Après la chute du régime communiste, son nom reste associé à une époque résolue, bien que s'étant insurgée contre les procès contre les intellectuels, et elle sombre en partie dans l'oubli.

## Principales publications

### Recueils de poésie
- Zvezdane balade (balades étoilées), 1946
- Pionirsko proleće, 1955
- Prijatelji, 1956
- Lastavica, 1957
- Ljubavi ja malo (peu d'amour), 1959
- Srebrni voz, 1963
- Sunčani soliteri, 1970
- Da život bude ljubav (que la vie soit amour), 1972
- Sanjalica, 1975
- Ne mogu bez snova, 1980
- Pletisanke, 1986
- Staza srebrom izvezena, 1982

### Romans
- Srebrna Kosa, 1953
- Zašto grdiš reku? (pourquoi blâmes-tu la rivière ?), 1955
- Zbogom velika tajno (adieu grande colère), 1958
- Jutro (matin), 1963